# Franz Ritter von Hipper
Franz Ritter von Hipper (13. september 1863 – 25. maj 1932) var en tysk admiral.
Han deltog i søslaget i Skagerrak og blev senere kejserlig flådechef.